# Mallochohelea alpina
Mallochohelea alpina är en tvåvingeart som först beskrevs av Jean Clastrier 1962.
Mallochohelea alpina ingår i släktet Mallochohelea och familjen svidknott. Inga underarter finns listade i Catalogue of Life.